# Max Alexander
Max Alexis Rhodin, född 31 mars 1848 i Hamburg-Altona, död 15 september 1924 i Köpenhamn, var en dansk magiker, illusionist och nöjesentreprenör. Han var far till cirkusdirektören Brazil Jack.

## Biografi

### Bakgrund
Max Alexis Rhodin lämnade hemmet i Altona-Hamburg år 1862 för att, som lärling och assistent, slå följe med brittiske illusionisten Joseph Le Tort. Att rymma hemifrån var ett vanligt sätt för unga hågade konstnärer att få inträde till nöjesbranschen. De belönades ofta med fritt vivre samt löfte om att få lära sig några av de enklare tricken. Därefter var det upp till dem själva att klura ut hur de stora illusionerna gick till. Det underlättade kanske att man befann sig i miljön och medverkade på olika sätt i och omkring illusionerna. Att mästarna var restriktiva med kunskaperna berodde på att de såg blivande konkurrenter i adepterna. Dock fanns även möjligheten att köpa någon illusion som mäster tröttnat på eller inhandla apparater och konstruktionsbeskrivningar ifrån specialfirmor, oftast belägna i Hamburg.

### Karriär
Max Alexis Rhodin som lovat modern att aldrig i konstnärskapet använda familjenamnet, tog som artist-alias Max Alexander och debuterade i ett första seriöst sammanhang runt 1867 i ”Kristallpalatset” i Haag. Man får förutsätta att han då redan uppträtt i mindre pretentiösa sammanhang men det var då han först stod på egna ben samt upphöjde sig själv till Professor. I början av sin karriär klädde han sig, på gammalt manér, i kaftan med kabbalistiska tecken samt trolleristrut på huvudet men snart tog han sig en modernare persona med frack och hårbeklädnad à la Napoleon III. Han var driven i vad vi idag kallar ”Close up magic”, dvs kortmanipulation och annat som bygger på fingerfärdighet men för att kunna uppträda på de stora scenerna krävdes mer spektakulära illusioner.
De flesta idéerna föds ur gamla idéer. Man broderar vidare, sätter sin personliga prägel på dem och skapar en ny variant, oigenkännlig av andra än de invigda. Sålunda kan man se hur Max Alexander stöpte om ett antal klassiker samt gav dem nya fantasifulla titlar. Den indiska korgen, som genomborras av ett antal svärd vilka alla undgår den assistent som befinner sig däri, blev i hans version Millionkofferten. Ett vanligt nummer som Den svävande damen, kallade han The fakir of Oolu och byggde upp till ett stort produktionsnummer i 10 allegoriska tablåer: 1) En magnetisk stång, 2) Den magnetiska sömnen, 3) Drömmen, 4) Rödhättan, 5) Dansösen, 6) Britannia, 7) Ängeln med basunen, 8) Dödsängeln, 9) Liberia, 10) Svea. Med elektriciteten öppnades möjligheten för en hel del nya attraktioner av vilka det märkligaste i professorns repertoar torde vara finalnumret Cromotechterataraetapoicile - den tredubbla vidundersfontänen med 10 000 vattenstrålar som uppkastas i luften glimrande i alla regnbågens färger, upplyst med elektricitet och kalkljus, omväxlande med levande bilder framställda av unga damer.
Professorn skydde inga överdrifter i reklamen. Med titlar som Andeframmanare, Spökbesvärjare, Härskare över alla osynliga makter, Nutidens berömdaste trollman Alexander den store, försökte han påskina att han inte bara var fingerfärdig, utan även besatt magiska krafter. I sin krafts dagar reste han med rekvisita som fyllde en hel järnvägsvagn. Med cirka 70 illusioner kunde han variera programmet i oändlighet i de fall han spelade under en längre period på samma scen. Resorna tog honom över hela Europa. 1872 inleddes ett sex år långt engagemang på Polytechnic theatre vid Haymarket i London, under två år utgick hans turnéer från Sankt Petersburg där han 1902 framträdde inför tsarfamiljen i Vinterpalatset. I 13 år bodde han i Riga där han också drev en kartongfabrik och tillika fungerade som stadens festarrangör. Långa tider hade han Köpenhamn som bas, varifrån turnéerna tog honom till Norge, Nederländerna, Frankrike, Belgien och Italien.

### Sverige
I Sverige var han ofta återkommande och redan 1890 drev han sommartivoli på Frösön. I Stockholm gjorde han sig känd för att bruka färdas i en öppen kalesch dragen av ett fyrspann vita hästar. Han hade vid den tiden ärvt en stor förmögenhet efter sin far men då han var ekonomiskt lättsinnig rann den honom ur händerna tämligen fort. Han brottades hela sitt liv med vad vi idag kallar bipolär sjukdom och alkoholism så alla beslut han fattade var inte rationella. En gång köpte han hela Folkteatern i Stockholm då direktören haft en dålig säsong. Han uppträdde där under ett år och sålde den sedan vidare. På samma vis som han fått chansen att börja sin artistbana hos Le Tort, gav han andra ungdomar samma möjlighet. En ung man han hade i sin tjänst hette Ragnar Johansson och han kunde även bidra med att sjunga visor och agera bondkomiker. Snart fann denne pojke sig mogen att arbeta självständigt och ta sig ett artistnamn. Det namnet blev Ernst Rolf. Rolf sa senare i livet, tyngd under egna ekonomiska problem, att tiden hos professorn var den lyckligaste i hans liv.

### De sista åren
Trots dålig hälsa turnerade Max Alexander in i det sista. När Gröna Lund 1923 firade sitt 40-årsjubileum med en del historiska attraktioner, hade man engagerat den 75-årige professorn. Året därpå dog han i Köpenhamn och begravdes på katolska kyrkogården. Ännu på sin dödsbädd skrev han till olika varieté-etablissemang och offererade sina tjänster.

## Familj

### Therese Margrethe Welcher
Det är oklart exakt när han träffade sin första hustru, men det lär ha varit i Köpenhamn dit hon som barn kommit i sällskap med sin far som ingick i en grupp hantverkare av italienskt och sydamerikanskt ursprung. Welcher låter tyskt, men faderns yrke som stuckatör pekar närmast mot italienskt påbrå. I vuxen ålder tog hon sig artistnamnet Theresia Rombello och inledde en karriär som sandmålare. Detta innebar att hon som estradartist målade tavlor med färgad sand som hon strödde ur skålar över på en svagt lutande skärm klädd med luddig filt för att sanden inte skulle rutscha ner. Som artist uppträdde hon i pagekostym och i den egenskapen träffade hon förmodligen professorn på någon av Köpenhamns många varietéer. Hennes nummer ingick i makens föreställningar fram till 1892–1893 då de båda gick skilda vägar. Hennes karriär tog henne då även till USA dit hon engagerades av Florenz Ziegfeld för att ingå i hans landsomfattande turnéer med Vauduville-shower. Tillbaka i Europa reste hon i Sverige med mindre cirkussällskap innan hon gjorde ett försök med den egna cirkusen ”Rombello”. Försöket slog mindre väl ut varför materialet magasinerades i Borlänge och Therese Rombello drog sig tillbaka till Berlin. Hon fick två barn med professorn.

### Augusta Petrine Josephine Kroos (1865–1946)
Efter att ha blivit övergiven av den första hustrun behövde professorn omedelbart en ny assistent vid sin sida. Augusta var tillgänglig och snart spirade en romans mellan de båda. Hon fick artistnamnet Miss Rosa Alexander och som sådan ser man henne figurera i annonserna till hans bortgång. Från 1886 kallar de sig gifta men då både Max och första hustrun var katoliker var en skilsmässa dem emellan utesluten varför ett frågetecken måste höjas inför denna uppgift. Augusta Petrine Josephine Kroos födde två barn i relationen.

### Barn
Carl Max Alexander, känd som Brazil Jack, född 28 september 1871 i Bergen, Norge, död 7 november 1952 i Malmö, var en svensk cirkusartist.
Louise, utbildade sig till dansare och därefter luftakrobat samt grundade truppen De 4 luftsylfider vars turnerande utgick ifrån Köpenhamn. Kvartetten, klädda korta luftiga dräkter, hängde i ”munbett” i en cirkelställning som hissades upp mot kupolen. Väl uppe roterade den sakta medan de själva cirklade runt fläktande likt älvor med sina slöjor i färgväxlande strålkastarbelysning som en graziös fjärilslek, för att sedan sänkas ner i manegen och övergå till klockspel vid numrets slut. Hon drabbades av en stroke mitt under pågående föreställning och dog i manegen.
Bredo, föddes i Riga men blev bofast i Hamburg-Altona där han utbildade sig till och var verksam som fotograf med egen ateljé. Han fungerade även som vd för en kartongfabrik som Professorn startat där.
Bruno Alexis Nikolai, född i Riga, åtföljde Bruno föräldrarna på turnéer och blev sedermera själv framgångsrik i yrket, med debuten 1917. Han uppträdde som elegant frack och monokelklädd estradartist, illusionist och tankeläsare ”The great one man mystery show”. Mest verksam var han i Skandinavien. Som första partner fungerade modern men 1919 övertogs rollen av en Alva Hansson från Varberg som han gift sig med och lärt upp. Hon gavs namnet Madame Trillby och tillsammans hade de tankeläsarnumret Den levande antennen. Kodsystemet de använde för att hon skulle kunna identifiera de föremål han slumpmässigt lånat av publiken var hans egen konstruktion. Koden låg i de pauseringar han gjorde, de ord han använde och de steg hon kunde höra honom ta där hon stod på scenen med förbundna ögon. Mest känd blev han dock för sin fingerfärdighet. Han uppträdde vid alla nöjesetablissemang i Norden, spelade 10 säsonger i egen magisk teater på Gröna Lund samt fungerade som turnéledare för såväl Wiener Sängerknaben som för engelska isrevyer och Maurice Chevalier.